# Henry Wilmot (1er comte de Rochester)
Henry Wilmot, 1er comte de Rochester (26 octobre 1612 - 19 février 1658), connu sous le nom de Lord Wilmot entre 1643 et 1644 et comme vicomte Wilmot entre 1644 et 1652, est un cavalier anglais qui combat pour la cause royaliste au cours de les guerres des Trois Royaumes.

## Jeunesse
La famille de Wilmot descend d'Edward Wilmot de Witney, Oxfordshire, dont le fils Charles Wilmot (1er vicomte Wilmot) (en) sert en Irlande pendant la rébellion de Tyrone au début du XVIIe siècle, et est président de Connaught de 1616 jusqu'à sa mort. En 1621, Charles est créé pair d'Irlande sous le titre de vicomte Wilmot. Wilmot est né en 1612, troisième fils de Charles, mais il est le seul encore en vie à la mort de son père, et lui succède.

## Début de carrière
Wilmot sert cinq ans dans l'armée hollandaise et est grièvement blessé au siège de Breda. Il rejoint Charles Ier pour les guerres des évêques (1639-1640) et sert comme officier dans la cavalerie, siégeant au Conseil royal de guerre et mène une charge à la bataille de Newburn et est capturé par les Écossais.
En 1640, Wilmot est élu au Long Parlement pour représenter Tamworth. C'est durant cette période qu'il s'implique comme membre d'un groupe de jeunes députés et officiers autour de la reine Henrietta Maria, (une protectrice qui l'aide plus tard dans sa vie). Dans le cadre de cet ensemble, il prend une part active au complot militaire de 1641 contre le Parlement. Il est emprisonné à la Tour de Londres et expulsé de la Chambre des communes.

## Première guerre civile
Dès le début de la première guerre civile anglaise, Wilmot rejoint le roi Charles Ier à York. Le 5 août 1642, il lève un régiment de cavalerie pour l'armée du roi et regagne le poste de commissaire général de cavalerie. Il est blessé à la bataille de Powick Bridge le 23 septembre, la première escarmouche majeure de la guerre civile, mais est suffisamment en forme pour diriger l'aile gauche de la cavalerie royaliste à la bataille d'Edgehill un mois plus tard, mettant en déroute la plupart des parlementaires en face de lui. Il commande le corps expéditionnaire qui prend d'assaut et capture Marlborough le 5 décembre.
La récompense pour ces exploits est généreusement donnée en avril 1643 lorsqu'il est nommé lieutenant-général de cavalerie dans l'armée du roi directement sous le commandement du prince Rupert du Rhin et le 29 juin lorsqu'il est créé baron Wilmot d'Adderbury, Oxfordshire. Plus tard cette année-là, il commande un important contingent de cavalerie qui est envoyé pour aider l'armée royaliste occidentale, et le 13 juillet, il bat William Waller à la bataille de Roundway Down, ouvrant la voie aux royalistes pour consolider leur position à l'ouest.
En 1644, lorsque Rupert prend le commandement régional dans le Nord, Wilmot prend sa place en tant que commandant de toute la cavalerie royaliste et en tant qu'influence dominante sur les questions militaires. Le 29 juin, lors de la bataille de Cropredy Bridge, il bat Waller, mais après avoir mené une charge, au cours de laquelle il est blessé et brièvement fait prisonnier.
À la mort de son père (peu avant avril 1644), Wilmot hérite du titre de vicomte Wilmot d'Athlone et d'une grande partie de la position politique de son père en Irlande. En avril, il est, conjointement avec Thomas Dillon (4e vicomte Dillon) (en), nommé Lord Président de Connaught, un poste que son défunt père occupait conjointement avec le vicomte Ranelagh depuis 1630. Cette nomination est la base de sa position politique majeure en Angleterre et en Irlande.
Tous reconnaissent que Wilmot est populaire auprès des soldats qu'il commande, en raison d'un « mélange de courage, d'entreprise et d'affabilité ». Cette popularité et sa position centrale dans le commandement de l'armée lui permettent de commencer à exercer une influence politique. En juin, Wilmot se sent dans une position suffisamment solide pour solliciter un soutien dans l'armée afin de demander au roi de limoger ses deux principaux conseillers civils, George Digby et le chancelier de l'Échiquier, John Colepeper, et d'adopter la stratégie d'une marche sur Londres. Charles, qui n'a aucune affection personnelle pour Wilmot (parce que Wilmot a voté pour la mort du comte de Strafford), rejette la stratégie et garde Digby et Colpeper comme conseillers.
Avec l'échec de son premier plan, Wilmot prend un contact non autorisé avec le comte d'Essex qui est le commandant en chef parlementaire, pour voir si une paix pouvait être arrangée. Le roi est facilement persuadé par Digby et Colpeper que les actions de Wilmot sont une trahison. Wilmot est arrêté le 8 août 1644, déchu de toutes ses fonctions et incarcéré à Exeter. Sa popularité au sein de l'armée conduit nombre de ses officiers à présenter une pétition en son nom et finalement à les apaiser, toutes les charges retenues contre Wilmot sont abandonnées étant entendu qu'il prendrait sa retraite à l'étranger. Wilmot se rend en France pour rejoindre la cour en exil de son ancienne patronne la reine Henrietta Maria.
Trois ans plus tard, lorsque Digby arrive à Paris, la dispute entre les hommes n'est ni oubliée ni pardonnée et ils se livrent un duel. Wilmot est vaincu d'un coup de poignard dans la main.

## Troisième guerre civile
Après l'exécution de Charles Ier en janvier 1649, Wilmot devient gentilhomme de la chambre du roi Charles II. Il a la confiance de Charles II, dont la défaite à la bataille de Worcester et les errances ultérieures sont partagées par Wilmot. Au cours de celles-ci, alors que le roi adopte une série de déguisements (souvent en serviteur), Wilmot dédaigne le déguisement et refuse de voyager à pied. Lui et le roi s'échappent finalement en France six semaines après la bataille, après avoir passé le temps intermédiaire à se cacher dans divers endroits.

## Interrègne
Pendant l'exil de ce roi, il est l'un de ses principaux conseillers, étant créé par lui comte de Rochester en 1652. Il rend visite à l'empereur Ferdinand III, Nicolas II, duc de Lorraine, et Frédéric-Guillaume, électeur de Brandebourg au nom de Charles. En mars 1655, il est en Angleterre, où il mène une tentative infructueuse de soulèvement sur Marston Moor, près de York, dans le cadre du soulèvement de Penruddock. Le soulèvement de York est réprimé par le colonel Robert Lilburne, gouverneur de York et, à son échec, Wilmot fuit le pays.
En avril 1656, avec le duc d'Ormonde, il signe le traité de Bruxelles, qui garantit une alliance entre les royalistes exilés et le roi d'Espagne. En 1656, Wilmot obtient le commandement d'un régiment d'infanterie anglais dans l'armée royaliste à Bruges, devenant ainsi le premier colonel des Grenadier Guards. Les conditions insalubres et surpeuplées des quartiers du régiment au cours de l'hiver 1657-1658 en font tomber plusieurs malades, notamment son commandant. Wilmot meurt à l'Écluse le 19 février et est enterré à Bruges.
Après la Restauration, son corps est transféré dans le caveau familial de l'église de Spelsbury, dans l'Oxfordshire. Il est remplacé par son fils John Wilmot (2e comte de Rochester), un poète et libertin connu à la cour de la Restauration.

## Famille
Le 21 août 1633, Wilmot épouse Frances Morton, fille de George Morton de Clenston. En 1644, quelque temps après la mort de Frances, Wilmot épouse Anne Lee, fille de John St John (1er baronnet) de Lydiard Tregoze, et veuve de Francis Henry Lee, 2e baronnet Lee de Quarendon. Ils ont un fils John, qui est né le 10 avril 1647 . John hérite du titre de son père et devient un conteur, un esprit et un poète bien connu à la cour de Charles II.

## Sources
- Aubrey, Philippe. M. le secrétaire Thurloe : secrétaire d'État de Cromwell, 1652-1660 . Presse Athlone, 1990.
- The first edition of this text is available at Wikisource: "Wilmot, Henri" . Dictionnaire de biographie nationale . Londres : Smith, Elder & Co. 1885–1900.
- Lundy, « Henry Wilmot, 1st Earl of Rochester », The Peerage, 16 août 2011, p. 17642 § 176411 cite :
  - The Complete Peerage of England, Scotland, Ireland, Great Britain and the United Kingdom, Extant, Extinct or Dormant, vol. XI, Gloucester, U.K., Alan Sutton Publishing, 2000, p. 45
- Roy Digby Thomas, Digby: The Gunpowder Plotter's Legacy, Janus Publishing Company Lim, 2001 (ISBN 9781857565201)